# 인터랭귀지
중간언어(中間言語, 영어: interlanguage) 또는 중개어(中介語)는 제2언어학습자 또는 외국언어학습자가 언어학습 과정에서 만들어 사용하는 불안정한 상태의 목표 언어를 말한다. 목표 언어에 접근해 가는 과정에서 학습자에 따라 나타나는 개인적이고 특수한 언어체계인 것이다. 지금까지의 연구에 따르면 일반적인 제2언어학습자가 학습 과정에서 자주 제2언어의 어법이나 문법규칙과 관계되는 어려움을 겪으면서 나타나는데, 주로 학습 수준이 높은 학습자, 제2언어 사용국가에 거주하는 비원어민, 심지어는 비원어민인 교사에게서 나타난다.
중간언어 이론에 따르면 이러한 중간언어는 시행착오와 가설 검증의 가정이라고 설명하는데 결국 과도적 능력(transitional competence), 특이 방언(idiosyncratic dialect), 근계(approximative system)라 할 수 있다. 그러나, 언어 변이(linguistic variation)라고 할 수는 없는 현상이다.

## 연혁
Selinker(1972)는 학습자의 오류를 극복해야 할 대상이 아니라 학습과정에 당연히 나타나야 하는 것으로 여기고, 중간언어라는 개념을 제시하였던 것이다. 중간 언어는 학습자가 모국어의 언어체계에서 벗어나 목표 언어의 체계를 습득하는 중간 단계에서 나름대로 만들어 가는 언어 체계를 말한다. 따라서 중간 언어는 체계적이면서도 역동적이다.(목표어에 도달하기 전에 중간 언어 발달이 정지하는 것을 화석화(fossilization)라고 한다) 그는 모국어의 전이, 언어 규칙의 과잉 일반화, 교실 학습의 폐해로 인한 훈련 전이의 가능성, 의사소통 전략의 사용, 제2언어 학습 전략 등이 어우러져 학습자 각자의 문법 체계가 세워진다고 하였다. 이러한 중간 언어의 개념이 등장하여 연구자들은 단순한 오류 분석을 넘어 학습자 언어에 대해 관심을 갖게 되었고, 본격적인 제2언어 습득 연구의 계기가 되었다.

## 참고 문헌
- Selinker, L. (1972), Interlanguage. International Review of Applied Linguistics, 10, 209-241.
- Selinker, L., & Douglas, D. (1985). Wrestling with 'context' in interlanguage theory. Applied Linguistics, 6, 190-204.
- Tarone, E. (1979). Interlanguage as chameleon. Language Learning 29(1), 181-191.
- Chambers, J.K. (1995), Sociolinguistic Theory, Oxford, England: Blackwell; p249-251.
- J. C. Richards, Error Analysis: Perspectives on Second Language Acquisition, Longman Press, 1974, pp. 34-36.
- Tarone, E. (2001), Interlanguage. In R. Mesthrie (Ed.). Concise Encyclopedia of Sociolinguistics. (pp. 475-481) Oxford: Elsevier Science.

## 같이 보기
- 브로큰 잉글리시(en:Broken English, '엉터리 영어'라고도 함)
- 잉그리시(Engrish)
- 한국어식 영어(Konglish, 콩글리시)
- 일본어식 영어(Japlish, 재플리시)
- 중국어식 영어(en:Chinglish, 칭글리시)